# Список призёров зимних Олимпийских игр 1948
Ниже представлен список всех призёров зимних Олимпийских игр 1948 года, проходивших в швейцарском Санкт-Морице с 30 января по 8 февраля 1948 года. Всего в соревнованиях приняли участие 669 спортсмен — 592 мужчины и 77 женщин, представлявшие 28 стран (национальных олимпийских комитетов). Было разыграно 22 комплекта наград в 22 дисциплинах 4 олимпийских видов спорта — мужчины состязались в 17 видах программы игр, женщины — в 4, а в одном виде соревновались смешанные пары. Призёрами игр в Санкт-Морице стали 123 спортсмена из 13 стран — при этом представителям 10 из этих стран удалось завоевать как минимум одну золотую медаль

## Бобслей
| Соревнование      | Золото                                                                 | Серебро                                                         | Бронза                                                            |
| ----------------- | ---------------------------------------------------------------------- | --------------------------------------------------------------- | ----------------------------------------------------------------- |
| Мужчины: двойки   | Швейцария: - Феликс Ендрич - Фриц Валлер                               | Швейцария: - Фриц Фейрабенд - Пауль Ханц Эберхард               | США: - Фредерик Форчун - Шуйлер Каррон                            |
| Мужчины: четвёрки | США: - Френсис Тайлер - Патрик Мартин - Эдвард Римкус - Уильям Д'Амико | Бельгия: - Макс Хубен - Фредди Мансвелд - Жорж Нильс - Жак Мюве | США: - Джеймс Бикфорд - Томас Хикс - Дональд Дюпре - Уильям Дюпре |

## Горнолыжный спорт
| Соревнование              | Золото                | Серебро                | Бронза               |
| ------------------------- | --------------------- | ---------------------- | -------------------- |
| Мужчины: скоростной спуск | Анри Орейе (FRA)      | Франц Габль (AUT)      | Карл Молитор (SUI)   |
| Мужчины: скоростной спуск | Анри Орейе (FRA)      | Франц Габль (AUT)      | Рольф Олингер (SUI)  |
| Мужчины: слалом           | Эди Рейнальтер (SUI)  | Джеймс Кутте (FRA)     | Анри Орейе (FRA)     |
| Мужчины: комбинация       | Анри Орейе (FRA)      | Карл Молитор (SUI)     | Джеймс Кутте (FRA)   |
| Женщины: скоростной спуск | Хеди Шлунеггер (SUI)  | Труде Байзер (AUT)     | Рези Хаммерер (AUT)  |
| Женщины: слалом           | Гретхен Фрейзер (USA) | Антуанетта Майер (SUI) | Эрика Марингер (AUT) |
| Женщины: комбинация       | Труде Байзер (AUT)    | Гретхен Фрейзер (USA)  | Эрика Марингер (AUT) |

## Конькобежный спорт
| Соревнование          | Золото               | Серебро                  | Бронза              |
| --------------------- | -------------------- | ------------------------ | ------------------- |
| Мужчины: 500 метров   | Финн Хельгесен (NOR) | Кен Барталамью (USA)     | не вручалось        |
| Мужчины: 500 метров   | Финн Хельгесен (NOR) | Роберт Фитцжеральд (USA) | не вручалось        |
| Мужчины: 500 метров   | Финн Хельгесен (NOR) | Томас Буберг (NOR)       | не вручалось        |
| Мужчины: 1500 метров  | Сверре Фарстад (NOR) | Оке Сейфарт (SWE)        | Одд Лундберг (NOR)  |
| Мужчины: 5000 метров  | Рейдар Лиаклев (NOR) | Одд Лундберг (NOR)       | Гоете Хедлунд (SWE) |
| Мужчины: 10000 метров | Оке Сейфарт (SWE)    | Лаури Парккинен (FIN)    | Пентти Ламмио (FIN) |

## Лыжные гонки
| Соревнование              | Золото                                                                       | Серебро                                                                         | Бронза                                                               |
| ------------------------- | ---------------------------------------------------------------------------- | ------------------------------------------------------------------------------- | -------------------------------------------------------------------- |
| Мужчины: 18 км            | Мартин Лундстрём Швеция                                                      | Нильс Эстенссон Швеция                                                          | Гуннар Эрикссон Швеция                                               |
| Мужчины: 50 км            | Нильс Карлссон Швеция                                                        | Харальд Эрикссон Швеция                                                         | Беньямин Ваннинен Финляндия                                          |
| Мужчины: эстафета 4×10 км | Швеция: - Нильс Эстенссон - Нильс Тепп - Гуннар Эрикссон - Мартин Лундстрём) | Финляндия: - Лаури Сильвеннойнен - Теуво Лаукканен - Саули Рюткю - Аугуст Киуру | Норвегия: - Эрлинг Эвенсен - Олав Экерн - Рейдар Нюборг - Олав Хаген |

## Лыжное двоеборье
| Соревнование     | Золото            | Серебро              | Бронза                 |
| ---------------- | ----------------- | -------------------- | ---------------------- |
| Лыжное двоеборье | Хейкки Хасу (FIN) | Мартти Хухтала (FIN) | Свен Исраельссон (SWE) |

## Прыжки на лыжах с трамплина
| Соревнование              | Золото               | Серебро           | Бронза                  |
| ------------------------- | -------------------- | ----------------- | ----------------------- |
| Мужчины: большой трамплин | Петтер Хугстед (NOR) | Биргер Рууд (NOR) | Торлейф Шьелдеруп (NOR) |

## Скелетон
| Соревнование | Золото            | Серебро          | Бронза              |
| ------------ | ----------------- | ---------------- | ------------------- |
| Мужчины      | Нино Биббия (ITA) | Джон Хитон (USA) | Джон Граммонд (GBR) |

## Фигурное катание
| Соревнование               | Золото                                | Серебро                               | Бронза                                       |
| -------------------------- | ------------------------------------- | ------------------------------------- | -------------------------------------------- |
| Мужчины: одиночное катание | Ричард Баттон (USA)                   | Ганс Гершвиллер (SUI)                 | Эди Рада (AUT)                               |
| Женщины: одиночное катание | Барбара Скотт (CAN)                   | Ева Павлик (AUT)                      | Жанетт Альтвегг (GBR)                        |
| Парное катание             | Бельгия: - Мишлин Ланнуа - Пьер Бонье | Венгрия: - Андреа Кекешши - Эде Кирай | Канада: - Сюзанн Морроу - Уэлс Диестельмайер |

## Хоккей
| Соревнование     | Золото | Серебро | Бронза |
| ---------------- | --- | --- | --- |
| Хоккейный турнир | Канада: - Энди Гилпин - Альбер Рено - Фрэнк Данстер - Джордж Мара - Хуберт Брукс - Анри-Андре Лаперрьер - Ирвинг Тейлор - Пит Ляйхниц - Жан Гравель - Луи Лекомпт - Маррей Доуи - Патрик Гуццо - Рой Форбс - Реджинальд Шретер - Росс Кинг - Тед Хибберд - Уолли Халдер | Чехословакия: - Богумил Модрый - Зденек Ярковски - Мирослав Слама - Йозеф Троусилек - Пршемысл Гайны - Вилибальд Штёвик - Олдржих Забродски - Милослав Покорны - Станислав Конопасек - Ладислав Трояк - Владимир Забродски - Вацлав Розиняк - Ярослав Дробный - Карел Стибор - Густав Бубник - Владимир Боузек - Владимир Кобранов | Швейцария: - Ханс Беннингер - Ульрих Польтера - Эмиль Хандшин - Биби Торриани - Ганс Каттини - Фердинанд Каттини - Ханс Дюрст - Беат Рюэди - Альфред Билер - Генрих Боллер - Генрих Лорер - Вальтер Дюрст - Ульрих Польтера - Ханс Трепп - Рето Перль - Вернер Лорер - Отто Шубигер |

## Лидеры по медалям
Ниже в таблице представлены спортсмены, завоевавшие не менее двух наград любого достоинства.
| Спортсмен        | Страна    | Дисциплина         | Золото | Серебро | Бронза | Всего |
| ---------------- | --------- | ------------------ | ------ | ------- | ------ | ----- |
| Анри Орейе       | Франция   | Горнолыжный спорт  | 2      | 0       | 1      | 3     |
| Мартин Лундстрём | Швеция    | Лыжные гонки       | 2      | 0       | 0      | 2     |
| Гретхен Фрейзер  | США       | Горнолыжный спорт  | 1      | 1       | 0      | 2     |
| Труде Байзер     | Австрия   | Горнолыжный спорт  | 1      | 1       | 0      | 2     |
| Нильс Эстенссон  | Швеция    | Лыжные гонки       | 1      | 1       | 0      | 2     |
| Оке Сейфарт      | Швеция    | Конькобежный спорт | 1      | 1       | 0      | 2     |
| Харальд Эрикссон | Швеция    | Лыжные гонки       | 1      | 0       | 1      | 2     |
| Джеймс Кутте     | Франция   | Горнолыжный спорт  | 0      | 1       | 1      | 2     |
| Одд Лундберг     | Норвегия  | Конькобежный спорт | 0      | 1       | 1      | 2     |
| Карл Молитор     | Швейцария | Горнолыжный спорт  | 0      | 1       | 1      | 2     |
| Эрика Марингер   | Австрия   | Горнолыжный спорт  | 0      | 0       | 2      | 2     |